# Stuttgart Open
Stuttgart Open (sponsoreret siden 2022 af Hugo Boss og kaldet BOSS Open) er en professionel tennisturnering, som er del af ATP Tour 250 på ATP Touren.

## Tidligere finaler

### Singler
| År                          | Vinder                              | Finalist                            | Score                               |
| --------------------------- | ----------------------------------- | ----------------------------------- | ----------------------------------- |
| Ingen information 1916–1948 |                                     |                                     |                                     |
| 1949                        | Werner Breuthner                    | Otto Fürst                          | 6–3, 6–3, 4–6, 6–2                  |
| 1950                        | Helmut Gulcz                        | Jan Dostal                          | 2–6, 6–3, 6–3, 6–1                  |
| 1951                        | Otto Fürst                          | Peter De Vos                        | 6–3, 6–3                            |
| 1952                        | Milan Branović                      | Jacques Thomas                      | 4–6, 10–8, 7–5, ret.                |
| 1953                        | Torben Ulrich                       | Bengt Axelsson                      | 2–6, 6–3, 6–2, 6–0                  |
| 1954                        | Gottfried von Cramm                 | Robert Bédard                       | 6–4, 6–8, 6–2                       |
| 1955                        | Hugh Stewart                        | Tony Vincent                        | 6–2, 8–6, 6–4                       |
| 1956                        | Jack Arkinstall                     | Tony Vincent                        | 6–2, 8–6, 6–4                       |
| 1957                        | Ladislav Legenstein                 | Milan Branović                      |                                     |
| 1958                        | Ulf Schmidt                         | Jacques Brichant                    | 6–4, 6–4, 7–9, 6–1                  |
| 1959                        | Warren Woodcock                     | Torben Ulrich                       | 6–3, 6–2, 6–3                       |
| 1960                        | Ulf Schmidt (2)                     | Warren Woodcock                     | 6–2, 2–6, 6–4, 1–6, 6–3             |
| 1961                        | Warren Woodcock (2)                 | Barry Phillips-Moore                | 2–6, 5–7, 6–4, 6–2, 7–5             |
| 1962                        | Ulf Schmidt (3)                     | Jan-Erik Lundqvist                  | 6–4, 7–5                            |
| 1963                        | Gordon Forbes                       | Warren Woodcock                     | 6–1, 8–6, 6–3                       |
| 1964                        | Cliff Drysdale                      | Keith Diepraam                      | 6–1, 6–3                            |
| 1965                        | Cliff Drysdale (2)                  | Wilhelm Bungert                     | 6–0, 6–1, 6–1                       |
| 1966                        | Frew McMillan                       | Keith Diepraam                      | 6–4, 7–5                            |
| 1967                        | Roy Emerson                         | Ion Țiriac                          | 1–6, 6–3, 6–4, 6–2                  |
| ↓ Open Era ↓                |                                     |                                     |                                     |
| 1968                        | Ramanathan Krishnan                 | Detlev Nitsche                      | 6–2, 6–8, 6–4, retired              |
| 1969                        | Christian Kuhnke                    | Wilhelm Bungert                     | 2–6, 6–2, 6–0, 6–2                  |
| 1970                        | Ikke afholdt                        | Ikke afholdt                        | Ikke afholdt                        |
| 1971                        | Barry Phillips-Moore                | István Gulyás                       | 6–4, 6–3, 6–4                       |
| 1972                        | Attila Korpás                       | Zlatko Ivančić                      | 6–8, 6–2, 6–3, 6–4                  |
| 1973                        | Harald Elschenbroich                | Hans-Jürgen Pohmann                 | 2–6, 6–0, 6–2, 6–4                  |
| 1974                        | Hans-Joachim Plötz                  | Jacques Thamin                      | 6–1, 2–6, 6–4, 6–4                  |
| 1975                        |                                     | Jürgen Fassbender Richard Crealy    | Finale afbrudt                      |
| 1976                        | Attila Korpás (2)                   | Zlatko Ivančić                      |                                     |
| 1977                        | Jürgen Fassbender                   | Attila Korpás                       |                                     |
| ↓ Grand Prix circuit ↓      |                                     |                                     |                                     |
| 1978                        | Ulrich Pinner                       | Kim Warwick                         | 6–4, 6–2, 7–6                       |
| 1979                        | Tomáš Šmíd                          | Ulrich Pinner                       | 6–4, 6–0, 6–2                       |
| 1980                        | Vitas Gerulaitis                    | Wojtek Fibak                        | 6–2, 7–5, 6–2                       |
| 1981                        | Björn Borg                          | Ivan Lendl                          | 1–6, 7–6, 6–2, 6–4                  |
| 1982                        | Ramesh Krishnan                     | Sandy Mayer                         | 5–7, 6–3, 6–3, 7–6                  |
| 1983                        | José Higueras                       | Heinz Günthardt                     | 6–1, 6–1, 7–6                       |
| 1984                        | Henri Leconte                       | Gene Mayer                          | 7–6(11–9), 6–0, 1–6, 6–1            |
| 1985                        | Ivan Lendl                          | Brad Gilbert                        | 6–4, 6–0                            |
| 1986                        | Martín Jaite                        | Jonas Svensson                      | 7–5, 6–2                            |
| 1987                        | Miloslav Mečíř                      | Jan Gunnarsson                      | 6–0, 6–2                            |
| 1988                        | Andre Agassi                        | Andrés Gómez                        | 6–4, 6–2                            |
| 1989                        | Martín Jaite                        | Goran Prpić                         | 6–3, 6–2                            |
| ↓ ATP Tour 500 ↓            |                                     |                                     |                                     |
| 1990                        | Goran Ivanišević                    | Guillermo Pérez Roldán              | 6–7(2–7), 6–1, 6–4, 7–6(7–5)        |
| 1991                        | Michael Stich                       | Alberto Mancini                     | 1–6, 7–6(11–9), 6–4, 6–2            |
| 1992                        | Andrei Medvedev                     | Wayne Ferreira                      | 6–1, 6–4, 6–7(5–7), 2–6, 6–1        |
| 1993                        | Magnus Gustafsson                   | Michael Stich                       | 6–3, 6–4, 3–6, 4–6, 6–4             |
| 1994                        | Alberto Berasategui                 | Andrea Gaudenzi                     | 7–5, 6–3, 7–6(7–5)                  |
| 1995                        | Thomas Muster                       | Jan Apell                           | 6–2, 6–2                            |
| 1996                        | Thomas Muster (2)                   | Yevgeny Kafelnikov                  | 6–2, 6–2, 6–4                       |
| 1997                        | Álex Corretja                       | Karol Kučera                        | 6–2, 7–5                            |
| 1998                        | Gustavo Kuerten                     | Karol Kučera                        | 4–6, 6–2, 6–4                       |
| 1999                        | Magnus Norman                       | Tommy Haas                          | 6–7(6–8), 4–6, 7–6(9–7), 6–0, 6–3   |
| 2000                        | Franco Squillari                    | Gastón Gaudio                       | 6–2, 3–6, 4–6, 6–4, 6–2             |
| 2001                        | Gustavo Kuerten (2)                 | Guillermo Cañas                     | 6–3, 6–2, 6–4                       |
| ↓ ATP Tour 250 ↓            |                                     |                                     |                                     |
| 2002                        | Mikhail Youzhny                     | Guillermo Cañas                     | 6–3, 3–6, 3–6, 6–4, 6–4             |
| ↓ ATP Tour 500 ↓            |                                     |                                     |                                     |
| 2003                        | Guillermo Coria                     | Tommy Robredo                       | 6–2, 6–2, 6–1                       |
| 2004                        | Guillermo Cañas                     | Gastón Gaudio                       | 5–7, 6–2, 6–0, 1–6, 6–3             |
| 2005                        | Rafael Nadal                        | Gastón Gaudio                       | 6–3, 6–3, 6–4                       |
| 2006                        | David Ferrer                        | José Acasuso                        | 6–4, 3–6, 6–7(3–7), 7–5, 6–4        |
| 2007                        | Rafael Nadal (2)                    | Stan Wawrinka                       | 6–4, 7–5                            |
| 2008                        | Juan Martín del Potro               | Richard Gasquet                     | 6–4, 7–5                            |
| ↓ ATP Tour 250 ↓            |                                     |                                     |                                     |
| 2009                        | Jérémy Chardy                       | Victor Hănescu                      | 1–6, 6–3, 6–4                       |
| 2010                        | Albert Montañés                     | Gaël Monfils                        | 6–2, 1–2, RET.                      |
| 2011                        | Juan Carlos Ferrero                 | Pablo Andújar                       | 6–4, 6–0                            |
| 2012                        | Janko Tipsarević                    | Juan Mónaco                         | 6–4, 5–7, 6–3                       |
| 2013                        | Fabio Fognini                       | Philipp Kohlschreiber               | 5–7, 6–4, 6–4                       |
| 2014                        | Roberto Bautista Agut               | Lukáš Rosol                         | 6–3, 4–6, 6–2                       |
| 2015                        | Rafael Nadal (3)                    | Viktor Troicki                      | 7–6(7–3), 6–3                       |
| 2016                        | Dominic Thiem                       | Philipp Kohlschreiber               | 6–7(2–7), 6–4, 6–4                  |
| 2017                        | Lucas Pouille                       | Feliciano López                     | 4–6, 7–6(7–5), 6–4                  |
| 2018                        | Roger Federer                       | Milos Raonic                        | 6–4, 7–6(7–3)                       |
| 2019                        | Matteo Berrettini                   | Félix Auger-Aliassime               | 6–4, 7–6(13–11)                     |
| 2020                        | Ikke afholdt pga. COVID-19 pandemic | Ikke afholdt pga. COVID-19 pandemic | Ikke afholdt pga. COVID-19 pandemic |
| 2021                        | Marin Čilić                         | Félix Auger-Aliassime               | 7–6(7–2), 6–3                       |
| 2022                        | Matteo Berrettini (2)               | Andy Murray                         | 6–4, 5–7, 6–3                       |
| 2023                        | Frances Tiafoe                      | Jan-Lennard Struff                  | 4–6, 7–6(7–1), 7–6(10–8)            |
| 2024                        | Jack Draper                         | Matteo Berrettini                   | 3–6, 7–6(7–5), 6–4                  |

### Doubles
| År                     | Vinder                                 | Finalist                                 | Score                               |
| ---------------------- | -------------------------------------- | ---------------------------------------- | ----------------------------------- |
| ↓ Grand Prix circuit ↓ |                                        |                                          |                                     |
| 1978                   | Jan Kodeš Tomáš Šmíd                   | Carlos Kirmayr Belus Prajoux             | 6–3, 7–6                            |
| 1979                   | Colin Dowdeswell Frew McMillan         | Wojtek Fibak Pavel Složil                | 6–4, 6–2, 2–6, 6–4                  |
| 1980                   | Colin Dowdeswell (2) Frew McMillan (2) | Chris Lewis John Yuill                   | 6–3, 6–4                            |
| 1981                   | Peter McNamara Paul McNamee            | Mark Edmondson Mike Estep                | 2–6, 6–4, 7–6                       |
| 1982                   | Mark Edmondson Brian Teacher           | Andreas Maurer Wolfgang Popp             | 6–3, 6–1                            |
| 1983                   | Anand Amritraj Mike Bauer              | Pavel Složil Tomáš Šmíd                  | 4–6, 6–3, 6–2                       |
| 1984                   | Sandy Mayer Andreas Maurer             | Fritz Buehning Ferdi Taygan              | 7–6, 6–4                            |
| 1985                   | Ivan Lendl Tomáš Šmíd                  | Andy Kohlberg João Soares                | 3–6, 6–4, 6–2                       |
| 1986                   | Hans Gildemeister Andrés Gómez         | Mansour Bahrami Diego Pérez              | 6–4, 6–3                            |
| 1987                   | Rick Leach Tim Pawsat                  | Mikael Pernfors Magnus Tideman           | 6–3, 6–4                            |
| 1988                   | Sergio Casal Emilio Sánchez            | Anders Järryd Michael Mortensen          | 4–6, 6–3, 6–4                       |
| 1989                   | Petr Korda Tomáš Šmíd (2)              | Florin Segărceanu Cyril Suk              | 6–3, 6–4                            |
| ↓ ATP Tour 500 ↓       |                                        |                                          |                                     |
| 1990                   | Pieter Aldrich Danie Visser            | Per Henricsson Nicklas Utgren            | 6–3, 6–4                            |
| 1991                   | Wally Masur Emilio Sánchez (2)         | Omar Camporese Goran Ivanišević          | 4–6, 6–3, 6–4                       |
| 1992                   | Glenn Layendecker Byron Talbot         | Marc Rosset Javier Sánchez               | 4–6, 6–3, 6–4                       |
| 1993                   | Tom Nijssen Cyril Suk                  | Gary Muller Piet Norval                  | 7–6, 6–3                            |
| 1994                   | Scott Melville Piet Norval             | Jacco Eltingh Paul Haarhuis              | 7–6, 7–5                            |
| 1995                   | Tomás Carbonell Francisco Roig         | Ellis Ferreira Jan Siemerink             | 3–6, 6–3, 6–4                       |
| 1996                   | Libor Pimek Byron Talbot               | Tomás Carbonell Francisco Roig           | 6–2, 5–7, 6–4                       |
| 1997                   | Gustavo Kuerten Fernando Meligeni      | Donald Johnson Francisco Montana         | 6–4, 6–4                            |
| 1998                   | Olivier Delaître Fabrice Santoro       | Joshua Eagle Jim Grabb                   | 6–1, 3–6, 6–3                       |
| 1999                   | Jaime Oncins Daniel Orsanic            | Aleksandar Kitinov Jack Waite            | 6–2, 6–1                            |
| 2000                   | Jiří Novák David Rikl                  | Lucas Arnold Ker Donald Johnson          | 5–7, 6–2, 6–3                       |
| 2001                   | Guillermo Cañas Rainer Schüttler       | Michael Hill Jeff Tarango                | 4–6, 7–6, 6–4                       |
| ↓ ATP Tour 250 ↓       |                                        |                                          |                                     |
| 2002                   | Joshua Eagle David Rikl (2)            | David Adams Gastón Etlis                 | 6–3, 6–4                            |
| ↓ ATP Tour 500 ↓       |                                        |                                          |                                     |
| 2003                   | Tomáš Cibulec Pavel Vízner             | Yevgeny Kafelnikov Kevin Ullyett         | 3–6, 6–3, 6–4                       |
| 2004                   | Jiří Novák (2) Radek Štěpánek          | Simon Aspelin Todd Perry                 | 6–2, 6–4                            |
| 2005                   | José Acasuso Sebastián Prieto          | Mariano Hood Tommy Robredo               | 7–6, 6–3                            |
| 2006                   | Gastón Gaudio Max Mirnyi               | Yves Allegro Robert Lindstedt            | 7–5, 6–7, [12–10]                   |
| 2007                   | František Čermák Leoš Friedl           | Guillermo García-López Fernando Verdasco | 6–4, 6–4                            |
| 2008                   | Christopher Kas Philipp Kohlschreiber  | Michael Berrer Mischa Zverev             | 6–3, 6–4                            |
| ↓ ATP Tour 250 ↓       |                                        |                                          |                                     |
| 2009                   | František Čermák Michal Mertiňák       | Victor Hănescu Horia Tecău               | 7–5, 6–4                            |
| 2010                   | Carlos Berlocq Eduardo Schwank         | Christopher Kas Philipp Petzschner       | 7–6(7–5), 7–6(8–6)                  |
| 2011                   | Jürgen Melzer Philipp Petzschner       | Marcel Granollers Marc López             | 6–3, 6–4                            |
| 2012                   | Jérémy Chardy Łukasz Kubot             | Michal Mertiňák André Sá                 | 6–1, 6–3                            |
| 2013                   | Facundo Bagnis Thomaz Bellucci         | Tomasz Bednarek Mateusz Kowalczyk        | 2–6, 6–4, [11–9]                    |
| 2014                   | Mateusz Kowalczyk Artem Sitak          | Guillermo García-López Philipp Oswald    | 2–6, 6–1, [10–7]                    |
| 2015                   | Rohan Bopanna Florin Mergea            | Alexander Peya Bruno Soares              | 5–7, 6–2, [10–7]                    |
| 2016                   | Marcus Daniell Artem Sitak             | Oliver Marach Fabrice Martin             | 6–7(4–7), 6–4, [10–8]               |
| 2017                   | Jamie Murray Bruno Soares              | Oliver Marach Mate Pavić                 | 6–7(4–7), 7–5, [10–5]               |
| 2018                   | Philipp Petzschner (2) Tim Pütz        | Robert Lindstedt Marcin Matkowski        | 7–6(7–5), 6–3                       |
| 2019                   | John Peers Bruno Soares (2)            | Rohan Bopanna Denis Shapovalov           | 7–5, 6–3                            |
| 2020                   | Ikke afholdt pga. COVID-19 pandemic    | Ikke afholdt pga. COVID-19 pandemic      | Ikke afholdt pga. COVID-19 pandemic |
| 2021                   | Marcelo Demoliner Santiago González    | Ariel Behar Gonzalo Escobar              | 4–6, 6–3, [10–8]                    |
| 2022                   | Hubert Hurkacz Mate Pavić              | Tim Pütz Michael Venus                   | 7–6(7–3), 7–6(7–5)                  |
| 2023                   | Nikola Mektić Mate Pavić (2)           | Kevin Krawietz Tim Pütz                  | 7–6(7–2), 6–3                       |
| 2024                   | Rafael Matos Marcelo Melo              | Julian Cash Robert Galloway              | 3–6, 6–3, [10–8]                    |